# ドラえもんのひみつ道具 (いな-いん)
ドラえもんのひみつ道具 (いな-いん) では、藤子・F・不二雄の漫画『ドラえもん』、『大長編ドラえもん』(VOL.1〜17)、藤子・F・不二雄のその他の著作に登場するひみつ道具のうち、読みが「いな」で始まるものから「いん」で始まるものまでを列挙する。

## いないいないシャワー
いないいないシャワーは、「いないいないシャワー」（てんとう虫コミックス第10巻に収録）に登場する。
このシャワーを浴びると本人の姿は見えなくなり、少し離れた所に幻影が見えるようになる。当然、幻なので殴っても蹴っても、果てはバイクで轢いてもびくともしない。原理は蜃気楼の応用で、シャワーが浴びた者の周囲の光が捻じ曲がるため幻影が見える。状況によっては、はたから見れば壁をすり抜けたり空中に浮いているように感じる。ただし、（原作中にそれらしきシーンはないが）本体が見えないため、本体が車などにぶつかったりする危険性はある。「クリーニングシャワー」を浴びると、この効果を消すことができる。

## いねむりシール
いねむりシールは、「いねむりシール」（てんとう虫コミックススペシャル『ドラえもんカラー作品集』第2巻に収録）に登場する。
予定をシールの裏面に書き込み、それを瞑った目の上に張ると、本人が熟睡している間に体を動かし、立てた予定をこなしてくれる（ただし機械的にしか行動できないため、道路工事など突発事態には対応できない）。また、使用者が起きていても最初からできないようなことは、この道具をもってしてもすることはできない。
同様の機能を持つ道具に「ねながらケース」がある。

## 生命のねじ
生命のねじ（いのちのねじ）は、『ドラえもん のび太のねじ巻き都市冒険記』に登場する。
このねじを人形やぬいぐるみなどの無生物に対して巻くと、生命を与えることができる。それが人間や動物を象ったものならば本物と同じ生態を見せ、自動車など機械の模型であった場合は本物並みに動かせるようになる。熊虎鬼五郎との最終決戦では、生き物の形をしていない物（四次元ポケット）まで生き物のように動かした。
この螺子とほぼ同等の道具が、小学一年生1973年4月号掲載の「雲ねんど」にも登場している。同じように螺子を巻くと雲ねんどで作った鳥やウサギが動く様子が描かれている。この回では名称出ないが、同一品とすれば、原作者存命中に自身で描いた道具としては「ペタリぐつとペタリ手ぶくろ」に次ぐ23年のブランクがあったことになる。

## イマニ目玉
イマニ目玉（イマニめだま）は、「世界沈没」（てんとう虫コミックス第4巻に収録）に登場する。
目玉を象った道具。裏側にあるダイヤルを回して時間を設定し、両目に付けると、未来の出来事を見ることができる。ただし、設定した未来の時間に使用者が眠っている場合は、夢の光景を見ることになる。

## イメージガム
イメージガムは、「イメージガム」（てんとう虫コミックス『ドラえもんプラス』第4巻に収録）に登場する。
このガムを噛みながら何かの形を思い浮かべながら膨らませると、考えた通りの形のものができる。
人間より大きな物を膨らませることができるが、かなりの肺活量が必要となる。作中では、のび太が家より大きなロボット、しずかが人間が2人分入れるほどの城を膨らませた。膨らませてから30分経つとガムのかすに戻る。

## イメージ実体機
イメージ実体機（イメージじったいき）は、「ドラえもんとドラミちゃん」（てんとう虫コミックス『ドラえもんプラス』第4巻に収録）に登場する。
人の心の中にある欲しい物のイメージを割り出し、そのイメージを分子で合成して実体化する道具。ただし1回ごとに高額な使用料がかかるという。

## イメージ灯
イメージ灯（イメージとう）は、「イメージ灯」（てんとう虫コミックススペシャル『ドラえもんカラー作品集』第4巻に収録）に登場する。
何かを考えながら手に持って壁に光を当てると、頭で考えていることが壁に投影される。

## イメージベレーぼう
イメージベレーぼうは、「イメージベレーぼう」（てんとう虫コミックススペシャル『ドラえもんカラー作品集』第4巻に収録）に登場する。
赤いベレー帽のような道具。
この帽子をかぶって物の形を考えると、その形が実体化して現れる。ただし、あくまで出てきたものはイメージであるので、生物であっても動かず、食べ物であっても食べることはできない。実体化したイメージを消す方法は不明。
イメージだからと言って、大きさはどれも実物と同じであり、岩やクジラなどの大型の物を出す時は場所を考えなくてはならない。また、口に言ったものでも出てくることがあり、悪口を言った場合悪口そのものが実体化して出る。
劇中で出したもの
どら焼き
ドラえもんが実験で出した。見た目は本物そっくりだが、食べられない。
しずか
のび太が写生のモデルとして出した。しかし、上手く描けなかったので、本物のしずかにプレゼントした。
パンツ、釣鐘草、うんこ、コーンフレーク、クジラ
いずれものび太としずかがしりとりで出した。しかし、クジラは実物と同じ大きさだったので、しずかの部屋を埋め尽くしてしまった。
怪物
空き地で写生していたジャイアンとスネ夫を脅かすために出した。
ネズミの大群
ドラえもんがベレーを取り返しに来た時にのび太が出した。イメージとは言え、ネズミ嫌いのドラえもんはたまらず逃げ出した。
岩
のび太からベレーを奪った時にジャイアンが出した。転がってのび太を追いかけた。
オニババ、ゴリラ母ちゃん、ブタ母ちゃん
ジャイアンが母の悪口を言ったことで出てきた。なお、ジャイアンは母に叱られた。
同様の道具に「実感帽」があるが、実感帽で出したものが使用者以外にとっては存在しないのに対し、イメージベレーぼうの方は他人も感知できる。

## イメージライトキャップ
イメージライトキャップは、「スネ夫は理想のお兄さん」（てんとう虫コミックス第40巻に収録）に登場する。
ライト付きのサンバイザーのような道具で、頭にかぶって使用する。この道具で照らされた相手は、かぶっている者のイメージ通りに行動する。キャップをかぶっている人から離れると、効果は消える。
例として作中では、スネ夫が弟のスネツグに、自分は優等生で女の子にモテモテで乱暴者のジャイアンも自分にはへつらう、と偽っていたが、スネツグがこれをかぶることで、先生がスネ夫を褒めたり、女の子たちがスネ夫を見てキャーキャー言ったり、ジャイアンがスネ夫にペコペコへつらう、といった効果が現れた。

## いやなことヒューズ
いやなことヒューズは、「いやになったらヒューズをとばせ」（てんとう虫コミックス第33巻に収録）に登場する。
これをつけていて肉体的および精神的に極端に嫌なことがあると、ヒューズがとぶように使用者を15分間だけ仮死状態にする。使い捨てタイプであり、一回使うと効果がなくなる。作中でののび太の例を見ると、最初のランニングは1周遅れるほど辛い思いをしてからヒューズがとんでいるのに対し、後半ではびっくり箱に驚いただけで瞬間的にとんでおり、使用者の気の持ち様でとぶ程度に差が出る模様。
その場にとどまっていると危険な場合でもとんでしまい、作中ののび太のように「嫌なことから逃げる」以外の用途が不明の道具。

## いやな目メーター
いやな目メーター（いやなめメーター）は、「いやな目メーター」（てんとう虫コミックス『ドラえもんプラス』第2巻に収録）に登場する。
この機械の持ち主が肉体的および精神的に嫌な目に遭ったとき、その内容に応じた現金を出してくれる。ただし機械は非常に脆く、地面に落とすなどのちょっとした衝撃でも壊れることがある。

## いれかえ表札
いれかえ表札（いれかえひょうさつ）は、「いれかえ表札」（てんとう虫コミックス第28巻に収録）に登場する。
この表札に誰かの名前を書いて家の門柱に貼ると、家の内部が表札に書かれた家と入れ替わる。また、本来は別個の家に住む複数の人物名を書いて貼ると、その者たちが中に同時にいることになる。

## 入れかえロープ
入れかえロープ（いれかえロープ）は、「入れかえロープ」（てんとう虫コミックス第15巻に収録）などに登場する。
外見はそのままで中身だけ相手と入れ替える道具である。使用法は自分と入れ替わる相手が一緒にロープの両端を持つことで入れ替わりが完了する。初期の作品では入れ替わる前の人格や記憶がわずかに残っている、事情を知らないはずの人間が使用者を外見が別人（場合によっては人間以外である事も）であるにもかかわらず入れ替わった相手と認識する、使用者が知り合いに呼ばれた際にわざわざ名前を名乗るなど、周囲の認識だけを入れ替えているかのような描写があった（クロス・スイッチと似た効果を持つ）。
「男女入れかえ物語」（てんとう虫コミックス第42巻に収録）、「スネ夫の無敵砲台」（てんとう虫コミックス第38巻に収録）、「45年後……」（てんとう虫コミックス+5巻収録）でも登場するが、互いの心はそのままで体が入れ替わるという設定になっている。テレビアニメ第2作第2期では、「入れかえロープ物語」（2005年6月3日放送）と「スネ夫の無敵砲台」（2008年11月14日放送）では心はそのままで体を入れ替える設定だったが、「ドラえもんの長い一日」（2009年9月11日放送）と「45年後…～未来のぼくがやって来た～」（2009年12月31日放送）では体はそのままで心を入れ替える設定になっている。
『STAND BY ME ドラえもん 2』では未来デパートがドラえもんに送り込んだ試供品として登場する。この作品では体はそのままで心を入れ替える設定になっているが、まだ試作段階だったために、二人が入れ替わった状態で一時間以上経過すると二人の記憶が失われるという不具合があることが発覚した。なお、コンピューターが内蔵されており、会話する事が出来る。
アニメでは担当している声優が入れ替わる（声が入れ替わる）ことが多いが、「ドラえもんの長い一日」では声は入れ替わっていない。
同様の道具に「トッカエ・バー」、「身がわりバー」がある。

## 岩細工セット
岩細工セット（いわざいくセット）は、『ドラえもん のび太と竜の騎士』に登場する。
コテやヘラなどのセット。これらを使うと、岩石を粘土のように簡単に加工できる。
なお、これは原作漫画にのみ登場する道具であり、映画では代わりに「インスタントルームお湯付き」が登場する。

## インスタント植物のタネ
インスタント植物のタネ（インスタントしょくぶつのタネ）は、「異説クラブメンバーズバッジ」（てんとう虫コミックス第23巻に収録）に登場する。
この種を蒔くと、ミニサイズの植物がすぐに生えてくる。
インスタント植物のタネ ピッカリ竹
『ドラえもん のび太の月面探査記』で登場する。「ピッカリゴケ」と同様、発光する。
同様の道具に「ミニ植物の種」、ミニサイズではないが同様の道具に「植物の素」、「植物の元シリーズ」がある。

## インスタントツリー
インスタントツリーは、「重力ペンキ」（てんとう虫コミックス第5巻に収録）に登場する。
種を蒔くとすぐにプレゼント付きのクリスマスツリーが生えてくる植物。
同様の道具に「クリスマスツリーの種」がある。

## インスタントパール
インスタントパールは、「ドラえもん大事典」（てんとう虫コミックス第11巻に収録）、「しんじゅせいぞうロボット」（藤子・F・不二雄大全集第5巻に収録）に登場する。別名「しんじゅせいぞうロボット」。
アコヤガイの形をしていて、このケースに入れた物は何でも真珠になる。作中では誤って機械の中に入った洗面器やドラえもんも真珠になってしまった。
同様の機能を持つ道具として「しんじゅ製造アコヤケース」がある。

## インスタントミニチュア製造カメラ
インスタントミニチュア製造カメラ（インスタントミニチュアせいぞうカメラ）、またはポラロイドインスタントミニチュア製造カメラは、「ゆめの町ノビタランド」（てんとう虫コミックス第3巻に収録）、「超大作特撮映画『宇宙大魔神』」（てんとう虫コミックス第20巻に収録）、「超リアル・ジオラマ大作戦」（てんとう虫コミックス第32巻に収録）、「ウルトラヒーロー」（小学二年生1984年1月号発表、藤子・F・不二雄大全集第15巻に収録）に登場する。
ドラえもんは「ミニチュアカメラ」とも呼ぶ。外観は普通のカメラだが、これで家やビルなどの建築物（本や写真に写っているものでも可能）を写すと、写真の代わりにその建築物のミニチュアが出てくる。建築物のみならず、森林などをミニチュア化することも可能。
これで作られるミニチュアは、建築物の中にあるものまでが細かく再現されており、ガリバートンネルで小さくなることで、中に住むことができる。また、再現されるものは家具だけでなく食べ物も含まれており、更にその食べ物は本物なので食べることも可能で、テレビ等といった電化製品も実物と同じように機能する。ドラえもん曰く「生き物は写らない」とのことで、たとえ人が住んでいる家を撮影しても、あくまで建物のみのミニチュアになる。
作中では映画の撮影やジオラマ制作に使用されている。
実在する企業名が名称に付いているが、ポラロイドカメラ（インスタントカメラ）のように撮影したその場で現像できるという意味で用いている。後に、1984年1月号で発表した「ウルトラヒーロー」および「超リアル・ジオラマ大作戦」という2つのエピソードにおいて、「ポラロイド」という部分を省略し「インスタントミニチュア製造カメラ」へと改称した。
テレビアニメ第2作第1期の第1回放送作品は「ゆめの町ノビタランド」であり、このカメラはテレビアニメ第2作第1期において最初に登場したひみつ道具である。このアニメエピソードでは、このカメラで撮影すると写真が排出され、その写真にお湯をかけて3秒待つとミニチュアになるという仕様になっている。
なおテレビアニメ第2作第1期では、放送第1回の「ゆめの町ノビタランド」を除いて「ポラロイド」を付けて呼ぶことはなく、「チャンバラのび太ランド」（1980年10月2日放送、DVD『TV版ドラえもん』第41巻に収録）においてすでに名称を「インスタントミニチュア製造カメラ」としていた。テレビアニメ第2作第2期でも「ゆめの町ノビタランド」（2006年4月28日放送）にてすでに名称を「インスタントミニチュア製造カメラ」としている。「特賞! のび太温泉」（1998年2月6日放送、映像ソフト未収録）ではさらに略して「ミニチュア製造カメラ」としている。
『ドラえもん全百科（ドラえもんオールひゃっか）』を始めとするひみつ道具の事典でも、『ドラえもん全百科』（1979年7月発行）に初めて掲載した時点では名称を「インスタントミニチュア製造カメラ」としていた。ところが『ドラえもんひみつ大事典』（1985年5月発行）において広く道具名の見直しを行った際に、なぜか旧称の「ポラロイドインスタントミニチュア製造カメラ」へと逆改称し、その名称を連綿と引き継いで、『ドラえもん最新ひみつ道具大事典』（2008年9月発行）においても「ポラロイド」を付けた旧称を用いている。
『ミニチュア製造カメラ』での同名アイテム
ヨドバが登場する藤子・F・不二雄SF短編集の『ミニチュア製造カメラ』では、ヨドバが持つカメラアイテムの1つとして登場。デザインは『ドラえもん』でのものに近い。作中では1億円で売ろうとするが、結局10万円で買い取られる。
なお、ヨドバは未来人という設定であり、登場するカメラは、本アイテムも含めて『ドラえもん』でのものと共通点があるものが多く、漫画版の『ドラえもん のび太のひみつ道具博物館』では、ひみつ道具博物館にある「カメラ館」の案内役としてヨドバが登場している。

## インスタント旅行カメラ
インスタント旅行カメラ（インスタントりょこうカメラ）は、「行かない旅行の記念写真」（てんとう虫コミックス第7巻に収録）に登場する。
レンズが2方向に付いているカメラ。1つのレンズを人物に、もう1つのレンズを風景写真などに向けて撮影すると、その人物があたかも風景の場所に本当に行ったような合成写真ができる。
ただし写る人写服装を景の場所と合わせないと他の人に本当はその場所に行っていないことがばれてしまう（たとえば、宇宙を背景にした写真なのに宇宙服を着ていないなど）。
「ドラえもん大事典」（てんとう虫コミックス第11巻に収録）では名称を「ニセ旅行カメラ」としている。

## インスタントロボット
声 - （1983.2、それぞれのキャラクターの声優が担当）→村瀬迪与（2018.6、全キャラクター共通）
インスタントロボットは、「インスタントロボット」（てんとう虫コミックス第29巻に収録）、「なんでもひきうけ会社」（てんとう虫コミックス第37巻に収録）に登場する。
ハサミや糊を使って、簡単にロボット（頭、胴、腕、足のパーツを組み合わせてその人と似たロボットの組み合わせが可能）を作ることができるセット。コードで人間（ドラえもんの様なロボットも含む）の頭とロボットの頭をつなげることにより、その人の知能や性格と同じようにロボットが動くようにできる。作った者の指示に従うが、多少自我がある為、勝手な行動をとる事が多い 。作中では、静香のロボットが入浴していたことから防水加工されている模様。テレビアニメ第2作第2期では、コピーしたロボットが別の人物に殴られると、その本人も殴られた反応を示す。
のび太は絵が下手という基本設定にもかかわらず、このセットで作った自分や友達の頭脳を写したロボットには上手に顔を描いていた。

## いんちき薬
いんちき薬（いんちきぐすり）は、「いんちきぐすり」（藤子・F・不二雄大全集第3巻に収録）に登場する。
「病気ごっこ」に使う薬。飲むと顔が熱を帯びたり、身体が風船のように膨らんだりする。「葬式ごっこの薬」もあり、それは飲むと一時的な仮死状態になる。
同様の道具に「病気になる薬」がある。

## 引力ねじ曲げ機
引力ねじ曲げ機（いんりょくねじまげき）は、「引力ねじ曲げ機」（藤子・F・不二雄大全集第2巻に収録）に登場する。
置き時計のような形の道具。この道具の針を動かすことで、道具を持った人の周辺の引力の向きを、針の方向へ変えることができる。
てんとう虫コミックスでは第6巻収録「ドラえもん百科 すばらしい道具のいろいろ」でのみ紹介している（この時の表記は「引力ねじまげき」）。
同様の機能を持つ道具に「どこでも落っこち機」「タテヨコバッジ」がある。